# Mária Solčányová
Mária Solčányová (* 7. ledna 1924) byla slovenská a československá politička Komunistické strany Slovenska a poúnorová poslankyně Národního shromáždění ČSSR a Sněmovny lidu Federálního shromáždění.

## Biografie
Ve volbách roku 1964 byla zvolena za KSS do Národního shromáždění ČSSR za Západoslovenský kraj. V Národním shromáždění zasedala až do konce volebního období parlamentu v roce 1968.
K roku 1968 se profesně uvádí jako dělnice z obvodu Hlohovec.
Po federalizaci Československa usedla roku 1969 do Sněmovny lidu Federálního shromáždění (volební obvod Hlohovec), kde setrvala do konce volebního období, tedy do voleb v roce 1971.